# اوفر تالکر
اوفر تالکر (به انگلیسی: Ofer Talker) مدافع اهل اسرائیل است که از سال ۱۹۹۷ تا ۲۰۰۱ میلادی عضو تیم ملی فوتبال اسرائیل بوده و در ۲۳ بازی ملی حضور داشته است. اوفر تالکر توانسته در بازی‌های ملی، ۱ گل به ثمر برساند.